# Propertius (bướm nhảy)
Propertius là một chi bướm ngày thuộc họ Bướm nâu.